# Маслов, Василий Николаевич
Васи́лий Никола́евич Ма́слов (1906, пос. Верхняя Синячиха, Пермская губерния — 2 января 1938, Бутовский полигон, Московская область) — советский художник-авангардист, график. Участник Болшевской трудовой коммуны.

## Биография
Родился в 1906 году в посёлке Верхняя Синячиха (ныне — в муниципальном образовании Алапаевское Свердловской области).
Во время Гражданской войны остался сиротой и начал жизнь беспризорника. Будучи художником-самоучкой, в течение практически 10 лет ездил по разным уголкам СССР, зарабатывая себе на жизнь написанием портретов, оформлением газет, созданием шрифтов.
В 1925—1926 годы учился на 2-м курсе Высшей государственной художественной школы в Баку, в 1926—1927 — на 2-м курсе Нижегородского художественного техникума.
В 1927 году приехал в Москву; по рекомендации наркома просвещения А. В. Луначарского поступил на рабфак искусств. По протекции Максима Горького был направлен в Болшевскую трудкоммуну им. Г. Г. Ягоды, с которой был связан до самой гибели; там он познакомился со своей будущей женой Музой Семеко. По направлению коммуны в 1929 году был зачислен на рабфак ВХУТЕИНа; недолго проучившись там, вернулся в коммуну и продолжил своё обучение в изостудии коммуны.
В январе 1933 года участвовал в создании художественной студии в трудкоммуне под руководством В. Яковлева и П. Шухмина.
19 июля 1937 года Василий Маслов был арестован на даче руководителя Болшевской трудкоммуны Матвея Погребинского, который незадолго до этого покончил с собой. На художника было заведено дело на основании его «личной связи с врагами народа Бухариным, Ягодой, Погребинским, Булановым, Островским» и «террористическими настроениями». Маслову было предъявлено обвинение в том, что он «в последнее время с неизвестной целью вел наблюдение, как охраняются товарищи Сталин и Ворошилов». В декабре 1937 г. после нескольких месяцев допросов Маслова вынудили подписать признательные показания.
30 декабря 1937 года по обвинению в контрреволюционной деятельности Тройкой УНКВД СССР по Московской области был приговорён к высшей мере наказания. 2 января 1938 года расстрелян на Бутовском полигоне.
23 октября 1955 года реабилитирован: дело было прекращено за отсутствием состава преступления.

### Семья
Жена — Муза Семеко;
- дочь — Наталья (р. 1934).

## Творчество
В 1930—1932 годы создал серию настенных росписей в трудкоммуне Болшево.
В 1935 г. прошла персональная выставка Василия Маслова в клубе НКВД в Москве.
В январе 1937 г. картины Маслова были представлены в персональном закрытом показе в Художественном салоне Москультторга (Кузнецкий Мост, д. 11). Выставка имела ряд положительных рецензий в парижской и лондонской прессе, а дарование Маслова отмечено Игорем Грабарем и Петром Кончаловским.
С февраля 1937 года работал в Горьком над заказом комитета выставки «Индустрия социализма» (панно «Горьковский автозавод, Сормовская судоверфь»). Тогда же состоялась его персональная выставка в Горьковском художественном музее на территории Нижегородского Кремля.
Несмотря на то, что Василий Маслов не получил полного художественного образования, критики отмечали высокую технику в его работах. Основные черты его картин — это кубические объекты, жесткие контуры, интерес к объекту в движении. Экспрессия лиц и жестов достигалась за счет изображения людей снизу вверх. Василий Маслов писал не только картины и графику, но и создавал обложки для газет и журналов, рисовал шрифты, делал монументальные росписи.
В 2013 году в Королеве при незаконном сносе Дома Стройбюро Болшевской трудкоммуны под обоями его клубного помещения случайно были обнаружены две настенные росписи В. Н. Маслова на тему индустриализации с Лениным во главе. Реставраторами были выполнены работы по снятию со стены расписной штукатурки. Это единственная монументальная роспись конца 1920-х — начала 1930-х годов, дошедшая до наших дней. В простенке между окнами Дома Стройбюро обнаружена третья монументальная роспись В. Н. Маслова.

### Отзывы
Большой талант, настоящий самородок.— Н. И. Бухарин, 1935

## Адреса
- ст. Болшево, Трудкоммуна № 1, ул. Коммунальная, д. 8, кв. 5[3][1].

## Память
О сохранившихся работах В. Н. Маслова долгое время не было известно ничего. Только в 2000-е годы было установлено, что Горьковский музей в 1937 году выкупил все работы художника, представлявшиеся на выставке, и они хранились в запасниках музея — всего 47 картин и 74 графических изображений.
В 2010 году Н. В. Маслова, дочь художника, передала в дар Королёвскому историческому музею более 90 работ своего отца.
Выставка работ В. Н. Маслова состоялась в 2014 году в Центре авангарда Еврейского музея (Москва).
В декабре 2018 года в Нижегородском художественном музее открылась выставка Василия Маслова, где экспонируются дошедшие до нас работы с последней выставки художника в 1937 году. Специально для выставки была создана фотокопия панно под условным названием «Ленин и электрификация».

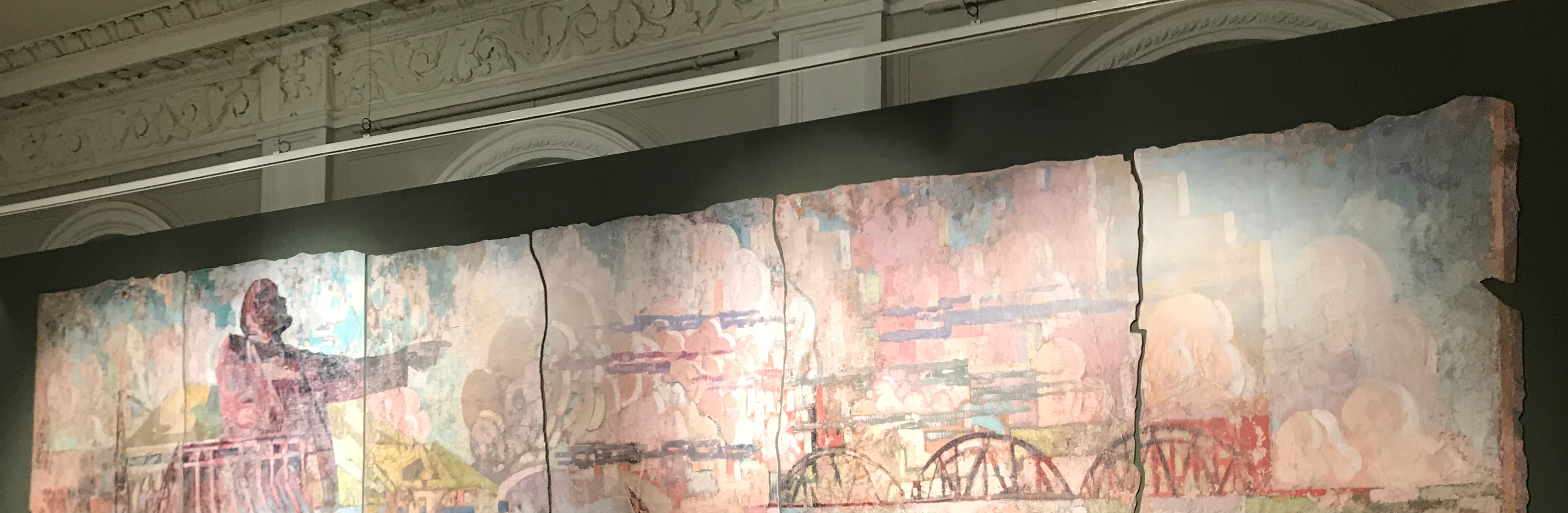
Фотокопия панно на выставке Василия Маслова в Нижегородском художественном музее, декабрь 2018 г.

## Комментарии
1. 1 2  В источниках также указываются даты рождения — 1905[2], 28 февраля 1905[3].
2. ↑  По другим данным[3] — был арестован в своей квартире.